# Stazione di Cancello Arnone
La stazione di Cancello Arnone è una fermata ferroviaria posta lungo la linea Roma-Napoli (via Formia). È gestita da RFI e serve il centro abitato di Cancello ed Arnone.

## Storia
La stazione venne inaugurata il 28 ottobre 1927, con l'apertura della tratta Formia - Pozzuoli della ferrovia Roma-Formia-Napoli. Venne trasformata in fermata impresenziata il 24 gennaio 2016.

## Strutture e impianti
La fermata dispone di due binari passanti per il servizio viaggiatori. In passato, erano presenti quattro binari, oltre ad alcuni tronchini per lo scalo merci, dismesso negli anni 1990.

## Movimento
La fermata è servita da treni regionali svolti da Trenitalia nell'ambito del contratto di servizio stipulato con la Regione Campania. Solo alcuni di essi vi fermano.
Nel 2007, il traffico giornaliero medio era di 36 unità.